# Eleonore Erdmuthe de Saxa-Eisenach
Prințesa Eleonore Erdmuthe Louise de Saxa-Eisenach (13 aprilie 1662 – 9 septembrie 1696) a fost prințesă de Saxa-Eisenach, mama Carolinei de Ansbach, care va deveni regină a Marii Britanii ca soție a regelui George al II-lea al Marii Britanii.

## Biografie
Eleonore Erdmuthe Louise a fost fiica cea mare a lui Johann Georg I, Duce de Saxa-Eisenach și a soției acestuia, Joanna de Sayn-Wittgenstein.
În 1681 ea a devenit a doua soție a lui John Frederick, Margraf de Brandenburg-Ansbach. A avut un fiu Wilhelm Frederick, și o fiică, Caroline. În 1685 a devenit văduvă. Ea și copii ei au trăit în sărăcie la Crailsheim.
La Leipzig, la 17 aprilie 1692, Eleonore Erdmuthe s-a recăsătorit cu Johann Georg al IV-lea. Tânărul Elector a fost forțat să se căsătorească de către mama sa, Prințesa Anna Sofia a Danemarcei, care dorea moștenitori legitimi pentru Electorat și în special dorea să pună capăt relației dintre fiul ei și Magdalena Sibylla de Neidschutz. O altă cauză ar fi putut fi o alianță între Brandenburg și Saxonia.

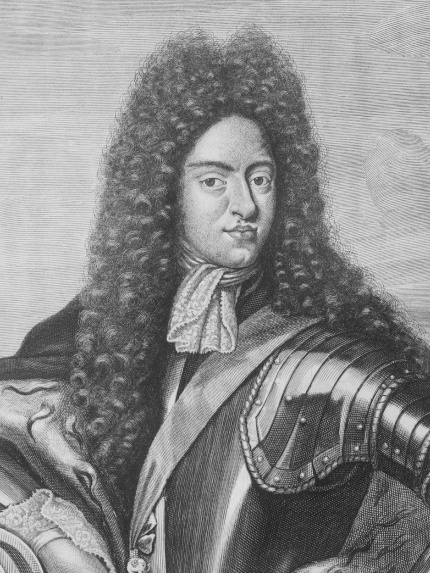
Al doilea soț al Eleonorei, Johann Georg al IV-lea, Elector de Saxonia

Imediat după ce a devenit Elecor de Saxonia, Johann Georg al IV-lea a trăit în mod deschis cu metresa sa, care a devenit prima metresă oficială înregistrată vreodată (Favoritin) a Electoratului de Saxonia. Eleonore Erdmuthe, umilită în fiecare zi de la nuntă, a fost trimisă la Hofe (reședința oficială a Electorului). Johann George s-a mutat în alt palat împreună cu Magdalena Sybilla.
Disperat să se căsătorească cu metresa sa, Johann George a încercat să-și omoare soția dar a fost împiedicat de către fratele său mai mic, Frederic August (viitorul rege August al II-lea al Poloniei). Când Johann George a încercat să o înjunghie pe Eleonore cu o sabie, Frederic neînarmat a întors impactul cu mâna lui, lăsându-l cu un handicap pe tot parcursul vieții.
Eleonore a pierdut două sarcini în timpul mariajului, în august 1692 și februarie 1693. Ea s-a confesat diplomatului englez George Stepney, care a scris pe larg despre ea și curtea saxonă. Magdalene Sybille s-a îmbolnăvit de variolă și a murit la 4 aprilie 1694, în brațele Electorului, care, de asemenea, a fost infectat. Johann George a murit 23 de zile mai târziu, la 27 aprilie, la vârsta de 25 de ani. Ca văduvă, Eleonore și copiii ei s-au exilat la Pretzsch. A murit după doi ani, la 9 septembrie 1696, la 34 de ani. După 9 ani, fiica ei se va căsători cu George Augustus, prinț de Hanovra care în 1727 va deveni regele George al II-lea al Marii Britanii.